# Çeltikçi, Orhangazi
Çeltikçi là một xã thuộc huyện Orhangazi, tỉnh Bursa, Thổ Nhĩ Kỳ. Dân số thời điểm năm 2011 là 717 người.